# Saint-Léon-sur-l'Isle
Saint-Léon-sur-l'Isle is een gemeente in het Franse departement Dordogne (regio Nouvelle-Aquitaine). De plaats maakt deel uit van het arrondissement Périgueux. Saint-Léon-sur-l'Isle telde op 1 januari 2022 2.072 inwoners.

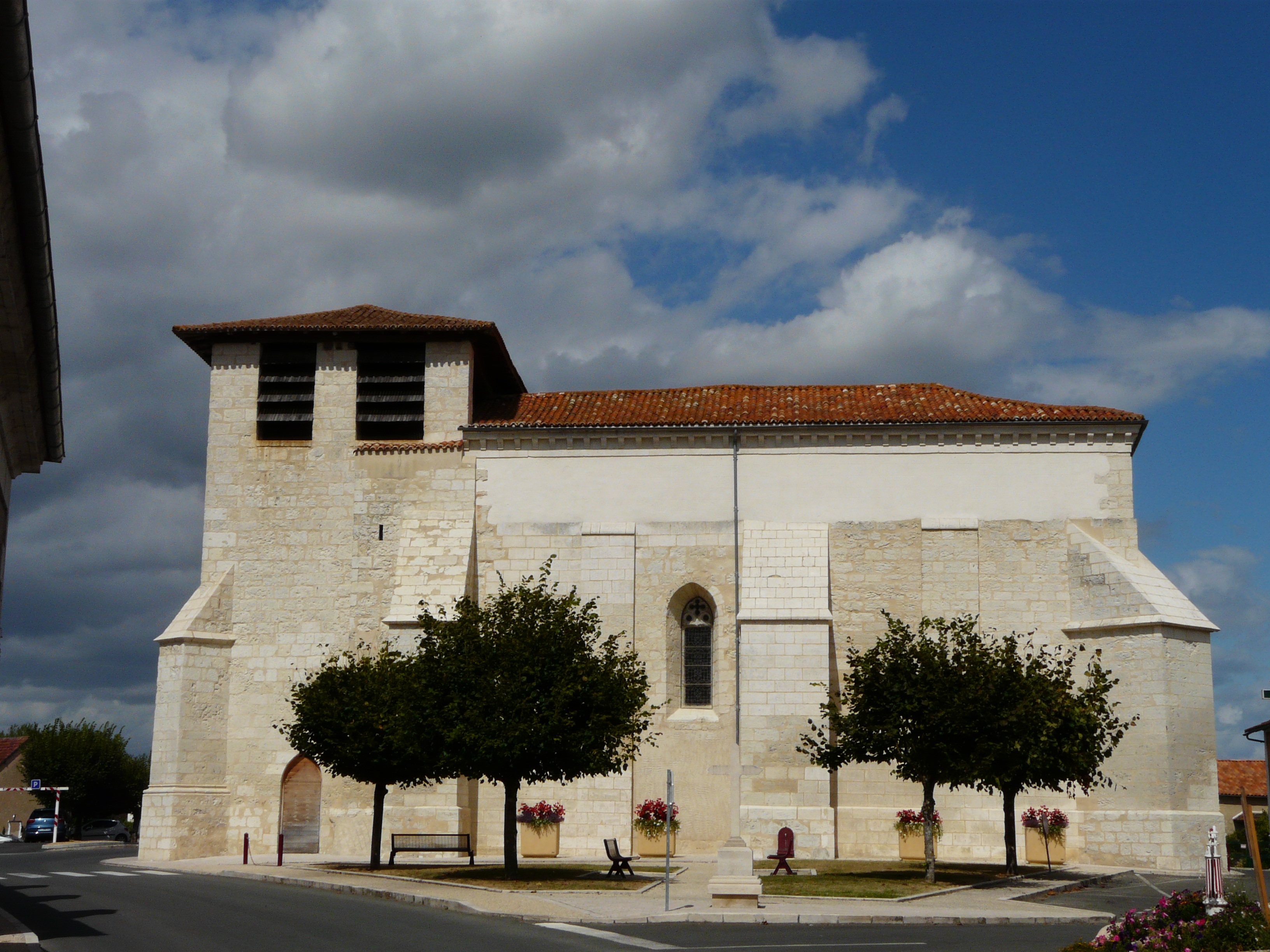
Kerk van Saint-Léon-sur-l'Isle (romaans, 12e eeuw)
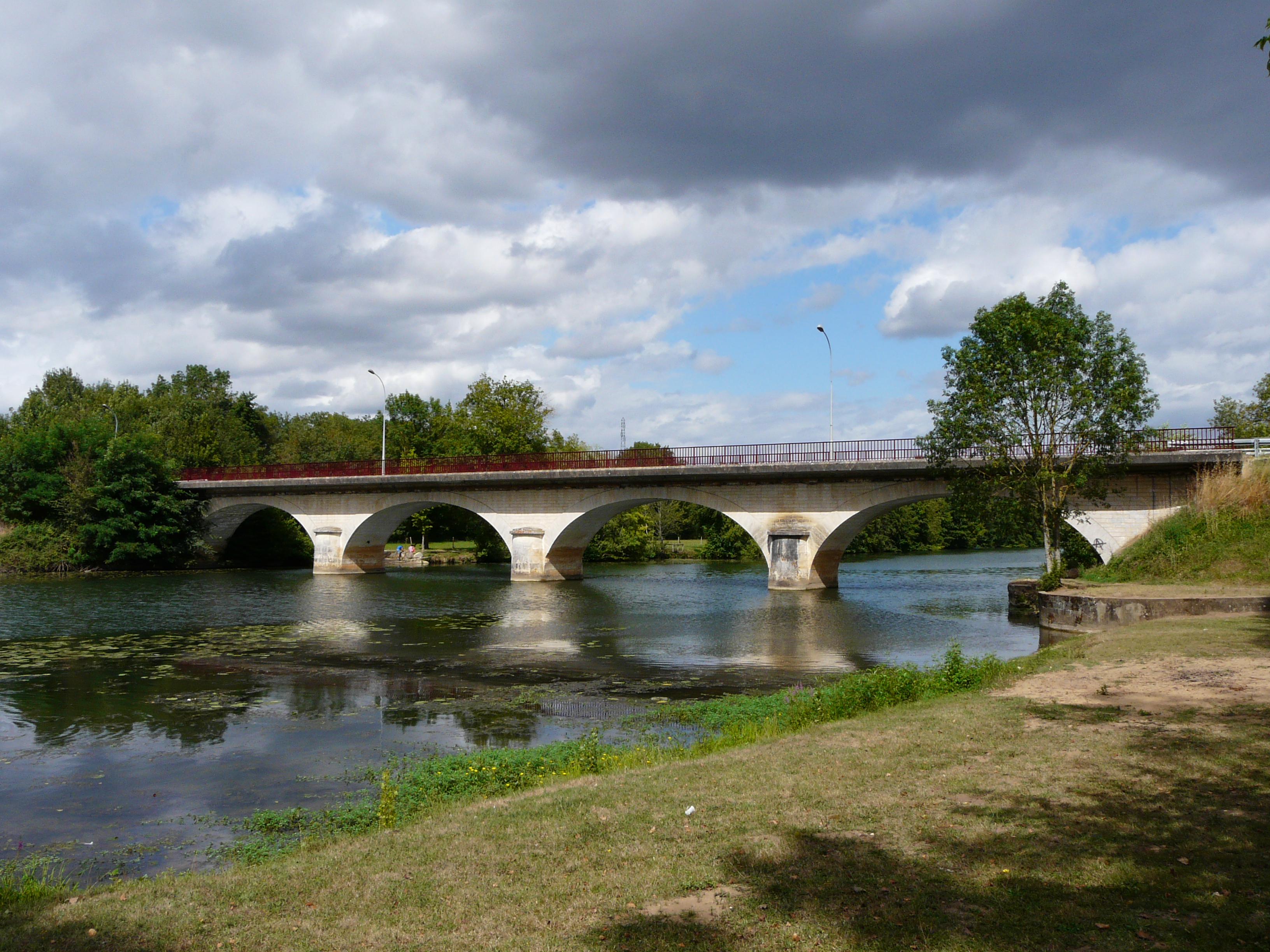
Brug over de Isle
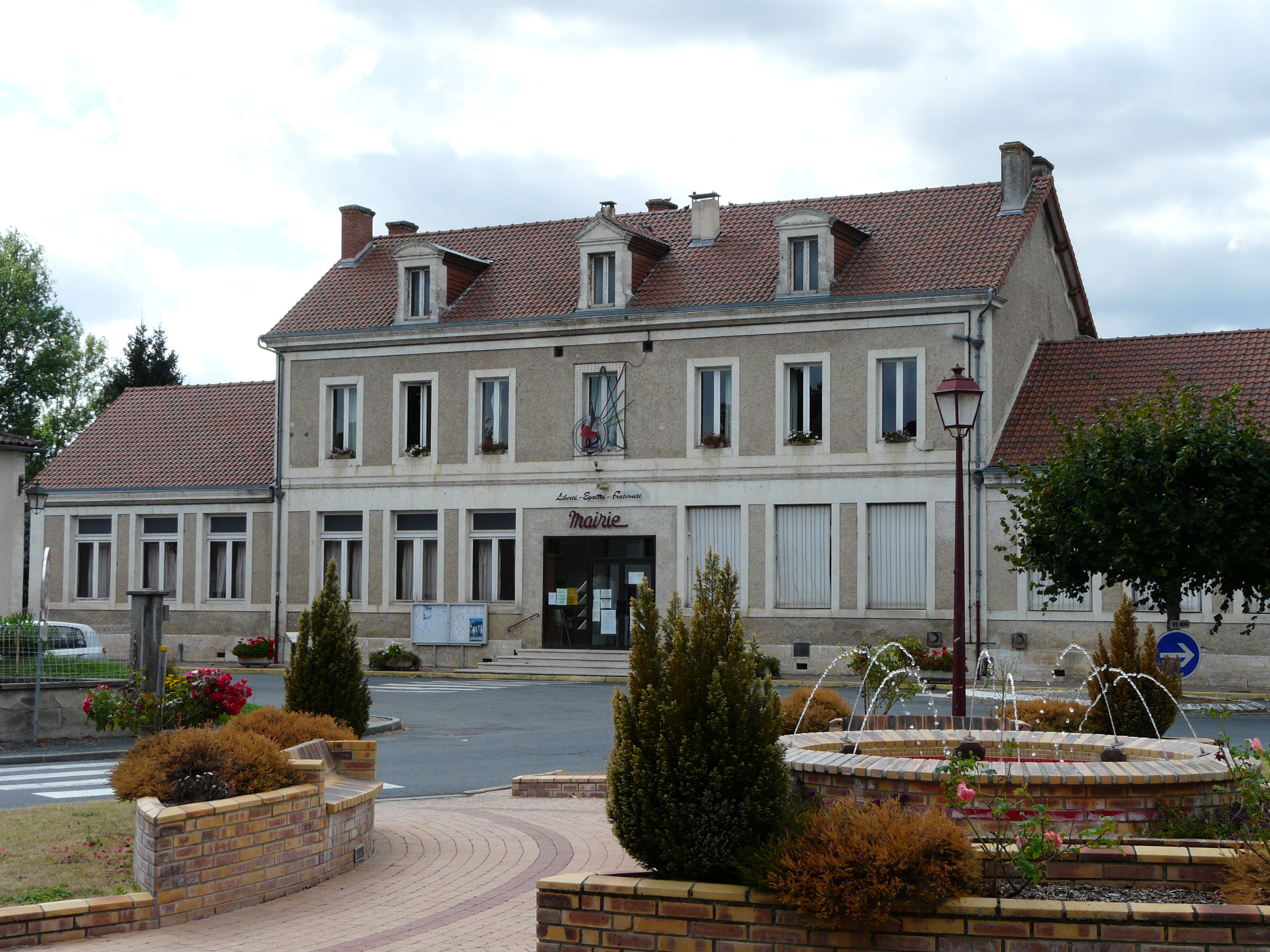
Gemeentehuis
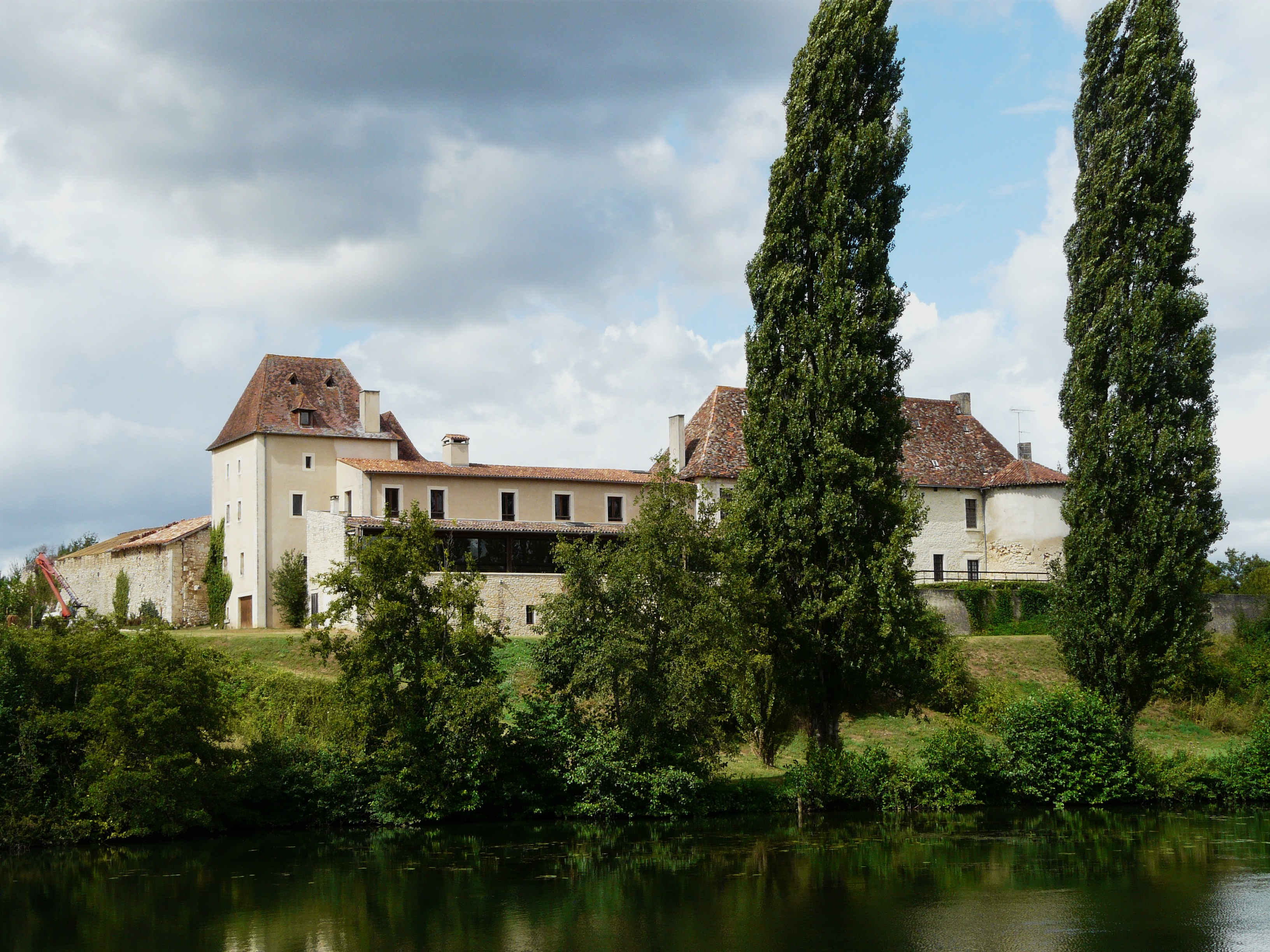
Kasteel van Beauséjour (14e eeuw), waar de familie Talleyrand heeft gewoond

## Geografie
De oppervlakte van Saint-Léon-sur-l'Isle bedraagt 14,78 km², de bevolkingsdichtheid is 137 inwoners per km² (per 1 januari 2019). De gemeente ligt aan de Isle.
De onderstaande kaart toont de ligging van Saint-Léon-sur-l'Isle met de belangrijkste infrastructuur en aangrenzende gemeenten.

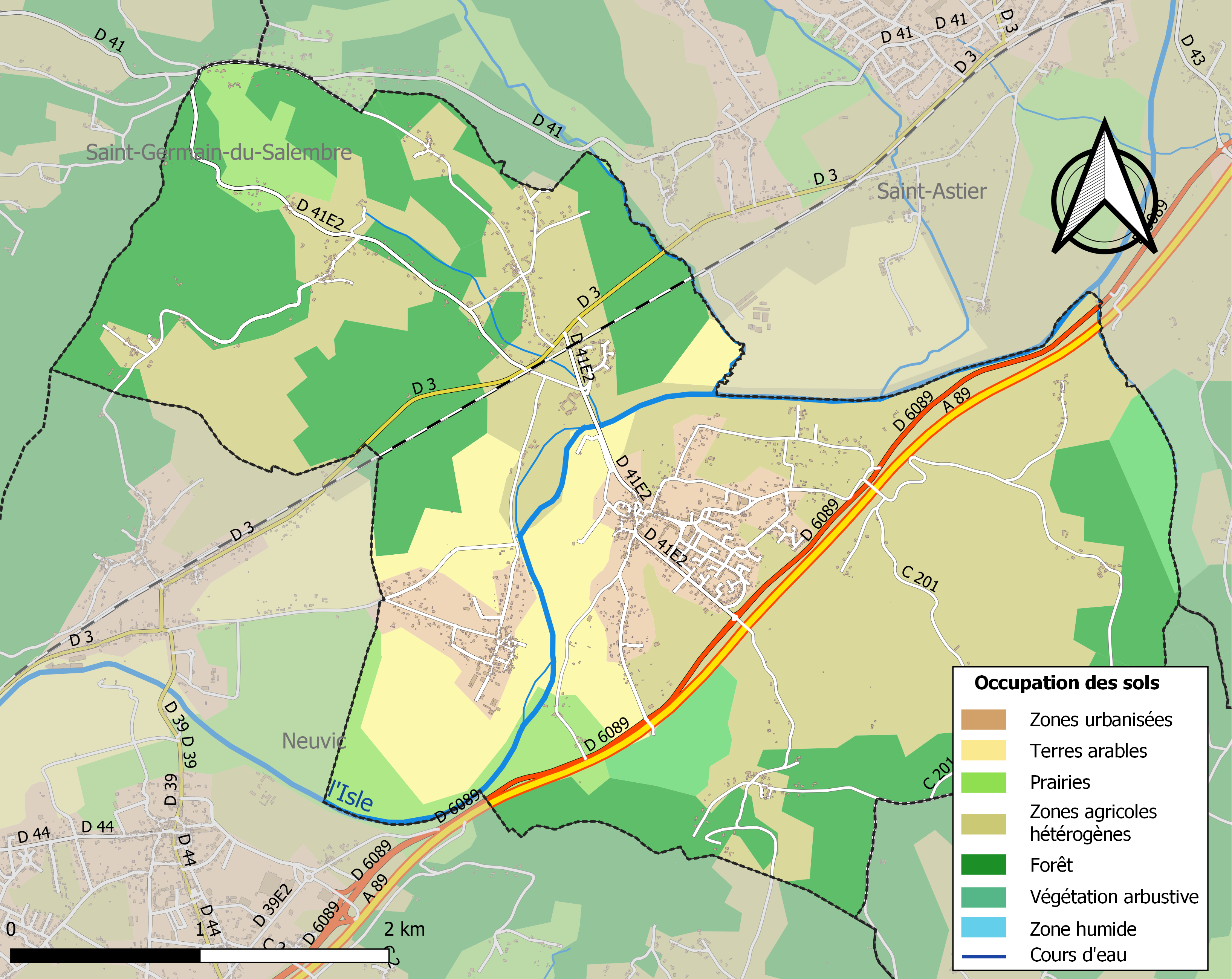

## Verkeer
In de gemeente ligt de spoorweghalte  Saint-Léon-sur-l'Isle.

## Demografie
Onderstaande figuur toont het verloop van het inwonertal (bron: INSEE-tellingen).